# Brachyplatystoma
Brachyplatystoma es un género de gigantescos peces de agua dulce de la familia Pimelodidae en el orden Siluriformes. Sus 7 especies habitan en aguas cálidas del centro y norte de América del Sur. Son denominadas comúnmente cumacumas, lecheros, piraíbas, bagres, etc. La especie que alcanza mayor tamaño (Brachyplatystoma filamentosum) llega a tener 360 cm de largo total, con pesos de 200 kg.

## Distribución
Brachyplatystoma habita en aguas cálidas del centro y norte de América del Sur, en las cuencas del Amazonas, del Orinoco, y cuencas atlánticas en las Guayanas, con representantes en Ecuador, Perú, Bolivia, Brasil, Colombia, Venezuela y Trinidad y Tobago. También cuenta con un registro cuestionado de una especie (Brachyplatystoma filamentosum), basado en ejemplares juveniles capturados en la cuenca del Plata en el río Paraná, Corrientes, en el nordeste de la Argentina.

## Taxonomía
Este género fue descrito originalmente en el año 1862 por el ictiólogo holandés Pieter Bleeker.
Etimología
Etimológicamente, el término Brachyplatystoma se construye con palabras del idioma griego, en donde: brachys significa ‘corto’, platys es ‘plano’ y estoma es ‘boca’.
Especies
Este género se subdivide en 7 especies vivientes:
Subgénero Brachyplatystoma
- Brachyplatystoma juruense (Boulenger, 1898)
- Brachyplatystoma platynemum Boulenger, 1898
- Brachyplatystoma tigrinum (Britski, 1981)
- Brachyplatystoma vaillantii (Valenciennes, 1840)

Subgénero Malacobagrus
- Brachyplatystoma capapretum Lundberg & Akama, 2005[5]
- Brachyplatystoma filamentosum (M. H. C. Lichtenstein, 1819)
- Brachyplatystoma rousseauxii (Castelnau, 1855)

Especies fósiles
Se exhumó una especie de este género de sedimentos del Mioceno de Colombia.
- † Brachyplatystoma promagdalena Lundberg, 2005.[6]

También se colectó una especie en la formación fluvial Ituzaingó (Mioceno tardío) de la región mesopotámica de la Argentina.
- † Brachyplatystoma elbakyani Agnolín & Bogan, 2020.[7]